# Chusquea fasciculata
Chusquea fasciculata är en gräsart som beskrevs av Johann es Christoph Christian Döll. Chusquea fasciculata ingår i släktet Chusquea och familjen gräs. Inga underarter finns listade i Catalogue of Life.